# Erich Paterna
Erich Paterna (* 19. Februar 1897 in Genschmar; † 22. April 1982 in Berlin) war ein deutscher Historiker.
Erich Paterna wurde als Sohn eines Postagenten geboren. Nach dem Schulbesuch und einer begonnenen Ausbildung zum Volksschullehrer leistete er von 1916 bis 1918 seinen Kriegsdienst im Rang eines Feldwebels. Nach Kriegsende setzte er die Volksschullehrerausbildung fort. Von 1920 bis 1927 war Paterna als Volksschullehrer tätig und wurde 1927 Mittelschullehrer. Im selben Jahr trat er der SPD bei. Von 1930 bis 1933 war er als Rektor einer Schule in Frankfurt (Oder). 1930 wechselte er von der SPD zur KPD. Aufgrund dieser Parteimitgliedschaft wurde er 1933 aus dem Schuldienst entlassen. Von 1933 bis 1936 war er Rottenführer der SA-Brigade 122, gleichzeitig aber auch illegal im Widerstand gegen die Nazis tätig. 1936 erhielt er eine Anstellung als Lehrer an einer Schule in der Niederlausitz, wurde aber im selben Jahr enttarnt und verhaftet. Bis 1940 war er im Zuchthaus Brandenburg-Görden inhaftiert.
Nach seiner Entlassung 1940 war er bis Januar 1945 als Aushilfsbuchhalter tätig. Er wurde von Januar bis Mai 1945 zum Zwangsdienst für die sowjetische Rote Armee rekrutiert. Von Mai bis Juli 1945 war er der stellvertretende Leiter des Bezirksschulamtes Berlin-Schöneberg und ab Juli 1945 bis Mitte 1946 wissenschaftlicher Mitarbeiter beim Parteivorstand der KPD. In dieser Funktion war er an der Ausarbeitung der „Richtlinien für den Unterricht in deutscher Geschichte“ beteiligt. Paterna trat 1946 in die SED ein. Im selben Jahr übernahm er die Leitung des Lehrstuhls für Geschichte der deutschen Arbeiterbewegung an der Parteihochschule der SED. Von 1953 bis 1963 war er Direktor des Instituts für deutsche Geschichte an der Humboldt-Universität zu Berlin. In den Jahren 1953 bis 1958 nahm er dabei auch eine Professur auf. Er promovierte 1955 und habilitierte 1958 mit einer Studie über die Klassenkämpfe der Mansfelder Bergleute vom 15. bis zum 17. Jahrhundert. Von 1958 bis 1963 war Paterna ordentlicher Professor, ab 1963 emeritiert. 1977 erhielt er den Titel Dr. h. c. der Humboldt-Universität. Paterna erhielt im Jahr 1972 den Vaterländischen Verdienstorden (VVO) in Gold, 1977 die Ehrenspange zum VVO sowie im Jahr 1982 den Karl-Marx-Orden. Er prägte durch seine Arbeit maßgeblich die Historiker der DDR.